# Saula Waqa
Saula Matayalo Waqa (12 ottobre 1995) è un calciatore figiano, attaccante del Lautoka e della Nazionale di calcio delle Figi.

## Carriera

### Club
In carriera ha totalizzato complessivamente 14 presenze e 7 reti in OFC Champions League.

### Nazionale
Dopo aver preso parte ai Mondiali Under-20 del 2015, è convocato per i Giochi della XXXI Olimpiade, esordendo da subentrato nella prima partita persa per 8-0 contro la Corea del Sud.

## Palmarès

### Club

#### Competizioni nazionali
- National Football League: 3

Ba: 2013, 2016, 2019

### Individuale
- Capocannoniere della OFC Champions League: 1

2014-2015 (5 gol)
- Capocannoniere del campionato figiano: 1

2017 (10 gol)